# Aïn Zarit
Aïn Zarit (în arabă عين زاريت) este o comună din provincia Tiaret, Algeria.
Populația comunei este de 8.139 de locuitori (2008).